# Sabine Schultz
Sabine Schultz (* 1. Mai 1937 in Berlin; † 31. Dezember 2021 ebenda) war eine deutsche Numismatikerin. Ihren wissenschaftlichen Schwerpunkt bildeten die griechischen Münzen.

## Leben
Sabine Schultz wurde am 1. Mai 1937 in Berlin-Lichtenberg geboren. Ihr Vater Rudolf Thiele war als Psychiater zunächst dort Chefarzt, später Ordinarius für Psychiatrie in Greifswald, dann wieder Klinikdirektor an der Charité. Sie hatte eine Zwillingsschwester und einen Bruder.
Nach dem Studium der Klassischen Archäologie bei Ludger Alscher an der Humboldt-Universität trat sie in den Dienst der Staatlichen Museen zu Berlin ein. Von 1964 bis 1992 war sie als wissenschaftliche Mitarbeiterin am Münzkabinett Berlin für die Betreuung der ca. 150.000 antiken Münzen (Griechen, Römer, Kelten, Byzantiner u. a.) zuständig, gemeinsam mit dem Leiter der Antiken-Abteilung, Hans Dietrich Schultz, ihrem Ehemann. Seit 1968 steuerte sie zu einer Vielzahl archäologischer und kunsthistorischer Ausstellungen numismatische Exponate bei.
1969 wurde sie an der Universität Halle mit einer Arbeit zur Münzprägung von Magnesia am Mäander in der römischen Kaiserzeit promoviert. Zusammen mit ihrem Ehemann richtete sie 1982 die ständige Ausstellung antiker Münzen im Pergamonmuseum ein, die bis 2011 bestand. In Anerkennung ihrer Verdienste um die Antike Numismatik  erhielten die Eheleute 1999 den Eligiuspreis der Deutschen Numismatischen Gesellschaft; die Laudatio hielt Bernhard Overbeck.

## Schriften (Auswahl)
Neben der Forschung ging es Sabine Schultz gleichermaßen um die Bildung und Wissensvermittlung; außer wissenschaftlichen Beiträgen zu aktuellen numismatischen Themen publizierte sie Rezensionen sowie Einführungen und Begleittexte zu Ausstellungen, an denen sie beteiligt war.
- Die Münzprägung von Magnesia am Mäander in der römischen Kaiserzeit. Akademie-Verlag, Berlin sowie Georg Olms Verlag, Hildesheim 1975; zugleich: Dissertation, Universität Halle (Saale), 1969.
- Die Münzprägung in Ägypten seit Alexander dem Großen. Ptolemäische Münzen in der Ausstellung des Ägyptischen Museums (Bode-Museum). Staatliche Museen zu Berlin – Münzkabinett, Berlin 1974.
- Byzantinische Münzen in der Frühchristlich-Byzantinischen Sammlung im Bode-Museum (= Kleine Schriften des Münzkabinetts Berlin. 4, ZDB-ID 536420-6). Staatliche Museen zu Berlin – Münzkabinett, Berlin 1977.
- Antike Münzen. Griechische Prägung (= Einführung in die Ausstellung antiker Münzen im Pergamonmuseum. Bd. 1). Staatliche Museen zu Berlin, Berlin 1984.
- Autonome Griechische Münzen (= Sylloge Nummorum Graecorum. Deutschland. Sammlung der Universitätsbibliothek Leipzig. Bd. 1). Hirmer, München 1993, ISBN 3-7774-6000-1.
- mit Jan Zahle: Sylloge Nummorum Graecorum: The Royal Collection of Coins and Medals, Danish National Museum – Supplementum Acquisitions, 1942–1996. Kopenhagen 2002.